# Останкинская телебашня
Оста́нкинская телеба́шня (прежнее название — «Общесою́зная радиотелевизио́нная передаю́щая ста́нция им. 50-ле́тия Октября́») — телевизионная и радиовещательная башня, расположенная в Останкинском районе Москвы. Высота здания — 540,1 м. По состоянию на весну 2022 года телебашня — 15-е по высоте сооружение из когда-либо существовавших, а также высочайшее сооружение в Европе и в России. Является членом — учредителем Международной федерации великих башен.
На момент окончания строительства в зоне действия передатчиков проживало около 10 000 000 человек, к 2014 году башня охватила территорию с населением свыше 15 000 000 человек (Москву и Московскую область, а также малые части Владимирской и Калужской областей). Телебашня принадлежит филиалу ФГУП «Российская телевизионная и радиовещательная сеть» — «Московскому региональному центру».
В хорошую погоду Останкинская телебашня, кроме Москвы, видна жителям некоторых городов Московской области (Балашиха, Воскресенск, Зеленоград, Королёв, Красногорск, Люберцы, Мытищи, Одинцово, Подольск, Химки, Щёлково).

## История

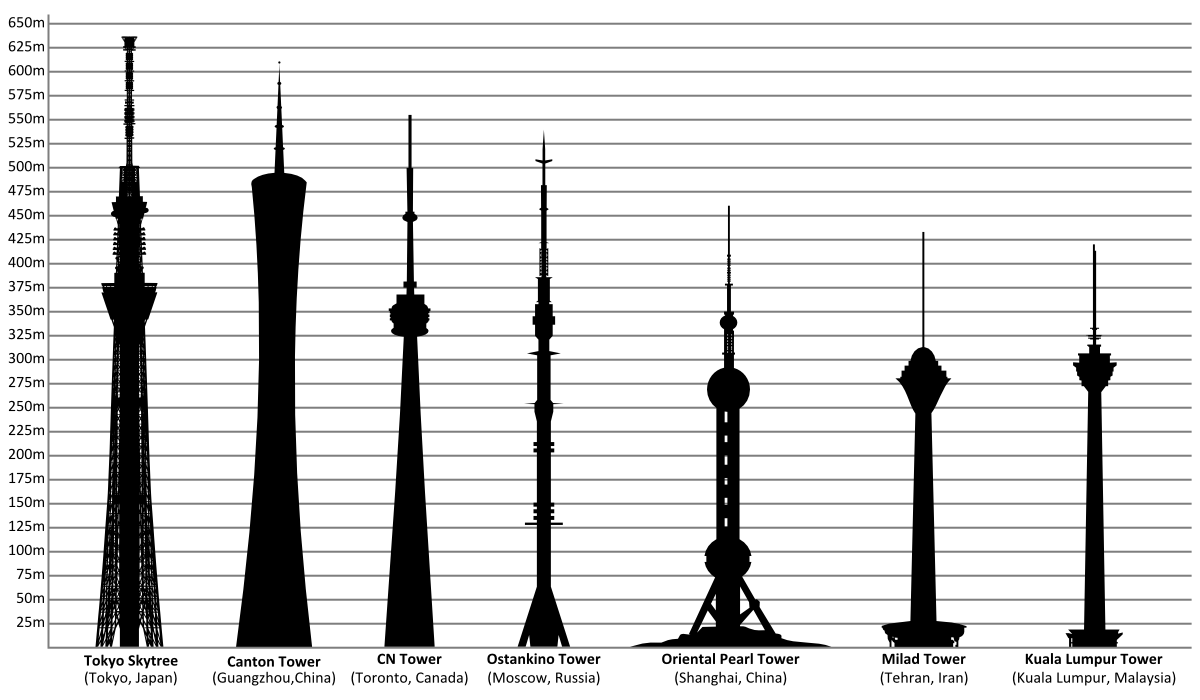
Самые высокие телебашни мира

### Проектирование
Московский телевизионный центр на улице Шаболовке был построен в 1936—1938 годах возле Шуховской башни, на которой была установлена передающая телевизионная антенна. 9 марта 1938 года в эфир вышла первая пробная передача, а в 1939 году телецентр начал регулярную работу. Сигнал с Шуховской башни обеспечивал уверенный приём телепрограмм почти на всей площади Москвы и Московской области, но в масштабах страны его мощность была недостаточной. В 1953 году Сергей Новаковский, Ф. Большаков и Н. Скачков обратились к председателю Всесоюзного радиокомитета Алексею Пузину с предложением построить в Москве «фабрику телевизионных программ» — многопрограммный телецентр с 15—20 студиями, передающей станцией и башней-антенной высотой 500 метров, которая обеспечила бы уверенный приём за пределами московского региона. Пузин дал проекту одобрение и представил его Никите Хрущёву, и 15 июля 1955 года Совет министров СССР издал постановление «О строительстве нового телепередающего центра». В январе 1956 года для строительства был выделен участок в районе Черёмушек, но изыскания показали непригодность почв для строительства массивного сооружения. После Черёмушек рассматривались участки около Берсеневской набережной, в районе Кропоткинской улицы и Калужской заставы, а подходящий был найден на территории Останкинского питомника Управления благоустройства города Москвы.
Был проведён всесоюзный конкурс на лучший проект телебашни, который выиграл киевский проектный институт, специализировавшийся на стальных конструкциях и предложивший ажурную металлическую башню наподобие башни Эйфеля в Париже. Заявка не вызвала энтузиазма у архитекторов, которым предстояло претворять проект в жизнь, а член конкурсной комиссии, специалист по железобетонным и металлическим конструкциям Николай Никитин выступил с неожиданным альтернативным предложением — выполнить башню из бетона. Подобный проект бетонной телебашни был успешно выполнен 2 годами ранее в Штутгарте, поэтому ко мнению Никитина прислушались, и инженеру дали возможность подготовить собственную заявку. Предложенная им конструкция была основана на наработках Юрия Кондратюка, автора нереализованного проекта Крымской ветряной электростанции на горе Ай-Петри, помощником которого Никитин работал в 1930-х годах. Кондратюк задумал бетонную конструкцию ветроэлектростанции тонкой и полой, а её прочность должны были обеспечивать натянутые стальные канаты. В проекте Никитина предотвращение деформации и разрушения бетонного каркаса из отдельных круглых блоков также обеспечивали 149 натянутых тросов. Никитин утверждал, что разработал проект за 1 ночь, а прообразом конусообразного основания башни стала привидевшаяся инженеру во сне перевёрнутая лилия — цветок с крепкими лепестками и толстым стеблем. Впрочем, Никитин стал не первым, кто предложил подобное решение: в 1932 году популярный в Советском Союзе итальянский инженер Пьер Луиджи Нерви представил на один из конкурсов 300-метровую стройную башню, выраставшую из конусообразного основания и увенчанную металлической мачтой. Башня Никитина отличалась от проекта Нерви более длинным стволом и более широким основанием.

### Строительство

Строительство (1960-е)

Окончательный архитектурно-строительной проект башни разработан в ЦНИЭП зрелищных зданий и спортивных сооружений, а его отдельные части проектировал «Моспроект-1» и ещё 19 организаций. Генеральной проектной организацией был назначен ГСПИ Министерства связи СССР. Никитин был назначен главным конструктором, вместе с ним работали инженеры Борис Злобин, Владимир Травуш, Виктор Ханджи и Моисей Шкуд, также выступивший в роли архитектора. Главным архитектором был назначен глава мастерской № 7 «Моспроекта» Леонид Баталов, также в разработке художественной стороны проекта принял участие архитектор Дмитрий Бурдин. Инженер Израиль Гитман при участии Льва Щипакина руководил проектированием и разработкой самоподъёмного агрегата для скоростного возведения железобетонного ствола башни (Большая Золотая медаль ВДНХ 1968 г.).
Строительство началось летом 1960 года ещё до окончательного утверждения проекта: в июле 1960 года на строительную площадку вышло СУ-60 треста «Строитель», а 27 сентября в основание телебашни были заложены первые железобетонные блоки. Весной 1961 года строительство было приостановлено из-за сомнений в надёжности предложенного Никитиным фундамента неглубокого залегания от 3,5 до 4,6 метра — меньше, чем у стандартной заводской трубы. Инженер был уверен в своих расчётах, но согласился на увеличение основания на 1,5 метра в ширину и 2,25 метра в глубину. Также, по рекомендации автора штутгартской телебашни немецкого инженера Фрица Леонардта, число опор было увеличено с 4 до 10. Окончательный проект Останкинской телебашни был утверждён 22 марта 1963 года, и работы возобновились, а последним изменением стало увеличение высоты с проектных 505 метров до 540 (с флагштоком).
Законченный облик башне придали архитекторы. Они добавили арки между опорами, встроили под ствол башни остеклённый цилиндр, где разместились технические службы и студии прямого эфира, прорезали верхнюю часть конуса окнами-иллюминаторами, придав башне сходство с ракетой. На уровне 325—360 метров башня получила расширение размером с 10-этажный дом, где разместились оборудование, 3-этажный вращающийся ресторан и смотровая площадка, заимствованная из проекта телебашни в Штутгарте. На балконах и стволе башни разместились оборудование радиорелейных линий, передвижных телевизионных станций, радиотелефонной связи, объекты специальных служб и метеорологический комплекс. В ноябре 1967 года, на момент приуроченного к 50-летию Октябрьской революции торжественного открытия телебашни, работы не были завершены и было принято компромиссное решение: 4 ноября с башни впервые ушёл телевизионный сигнал, 5 ноября был торжественно подписан акт Государственной комиссии о сдаче в эксплуатацию первой очереди Аппаратно-студийного комплекса, в состав которого входила телебашня, а вторая очередь была сдана 26 декабря 1968 года. Только на поворот всех городских антенн в сторону новой телебашни потребовалось ещё около 2 месяцев. В 1969 году открылись смотровая площадка и ресторан. Постановлением Совета министров СССР телебашня получила почётное звание «имени 50-летия Октября», а в 1970 году Никитин, Злобин, Шкуд, Бурдин и Щипакин были удостоены Ленинской премии в области науки и техники.
Одной из задач, возложенных на Останкинскую телебашню, было проведение метеорологических наблюдений.
В конце 1968 года была реструктуризирована метеорологическая служба города Москвы.
Для обработки данных с телебашни создана Центральная высотная гидрометеорологическая обсерватория, а на самой башне были расположены метеорологические датчики.
Система высотных метеорологических наблюдений была запущена в начале 1969 года.
После завершения строительства Останкинская телебашня стала самым высоким сооружением в мире. В 1975 году этот рекорд побила 553-метровая CN Tower в Торонто (Канада).

### Пожар 27 августа 2000 года

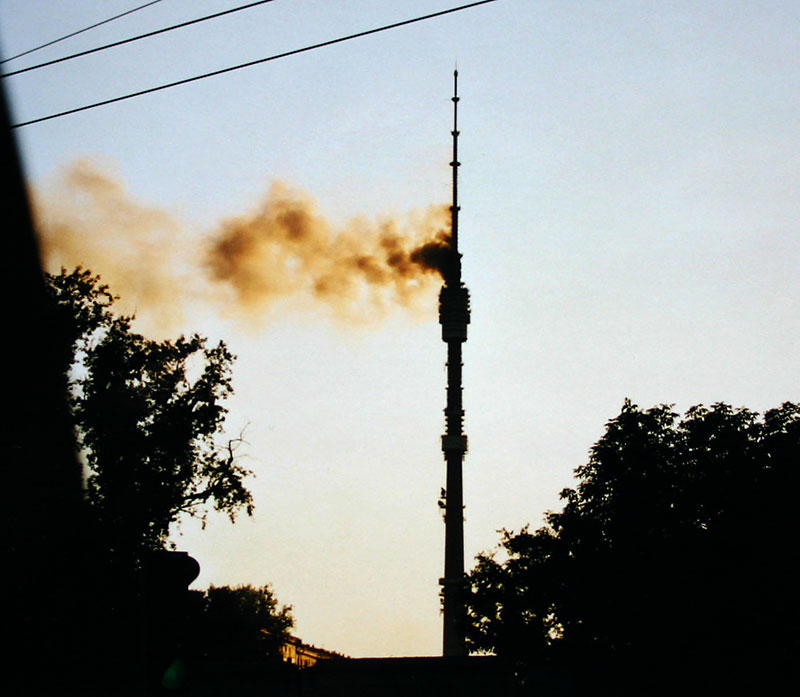
Вид на горящую телебашню с аллеи Космонавтов (27 августа 2000)

27 августа 2000 года на высоте примерно 460 метров от перенапряжения вспыхнули высокочастотные кабели, что привело к крупному пожару на Останкинской телебашне. Горение оболочки фидеров из поливинилхлорида привело к быстрому распространению огня внутри ствола башни. Первые пожарные расчёты прибыли в 17:21 — спустя 11 минут после возгорания — и пытались остановить вертикальное распространение огня при помощи асбестовых полотен, но капли горящего поливинилхлорида проникали сквозь щели, образовывавшиеся из-за сложной формы внутренних конструкций башни. Из-за внутренней организации телебашни спасатели с оборудованием были вынуждены преодолевать подъём с 381 до 420 метров по узкой вертикальной металлической лестнице, непригодной для эвакуации, и задачей первых нескольких часов была защита от огня конструкций лифтов, которые использовались для спуска людей. В течение 27 августа огонь распространился до высоты 80 метров, в тушении пожара приняли участие 2400 человек, 269 единиц техники и 4 пожарных вертолёта. Борьба с огнём продолжалась более суток — до вечера 28 августа.
В пожаре полностью выгорели три этажа башни, 121 напряжённый стальной канат пришёл в негодность, были повреждены системы электроснабжения, связи. Скоростные лифты обрушились вместе с конструкциями, в одном из них погибли три человека: начальник управления государственной противопожарной службы Северо-Восточного административного округа города Москвы Владимир Арсюков, лифтёр Светлана Лосева и слесарь-ремонтник Александр Шипилин. Арсюков отправился доставить наверх барьер из специальной несгораемой ткани, Лосева и Шипилин сопровождали его. Всех троих наградили орденами Мужества посмертно.
Пострадали семеро пожарных. В тушении пожара участвовали 240 человек и 60 пожарных автомобилей. Отличившиеся пожарные получили награды.
Из-за потери значительной части оборудования временно прервалось вещание основных телеканалов на Москву и Московскую область. В первые дни после пожара были объединены эфиры ОРТ и РТР, а программы НТВ частично выходили на ТНТ, частично — на пятом канале (телеканале «Культура»). Работа метровых каналов была полностью восстановлена к 4 сентября, части дециметровых — к 5 сентября, и ещё полтора года вещание было частично организовано через телецентр на Шаболовке и Шуховскую башню. Огнестойкость бетонного ствола башни позволила продолжить её эксплуатацию параллельно с реконструкцией в 2000—2007 годах. В 2009 году было возобновлено экскурсионное обслуживание гостей башни, в 2011 году вновь начала работу открытая смотровая площадка на высоте 340 метров, а ресторан «Седьмое небо» на высоте 328—334 метра, полностью уничтоженный пожаром 2000 года, открылся только в 2016 году.

## Конструкция

Вертикальная панорама Останкинской телебашни

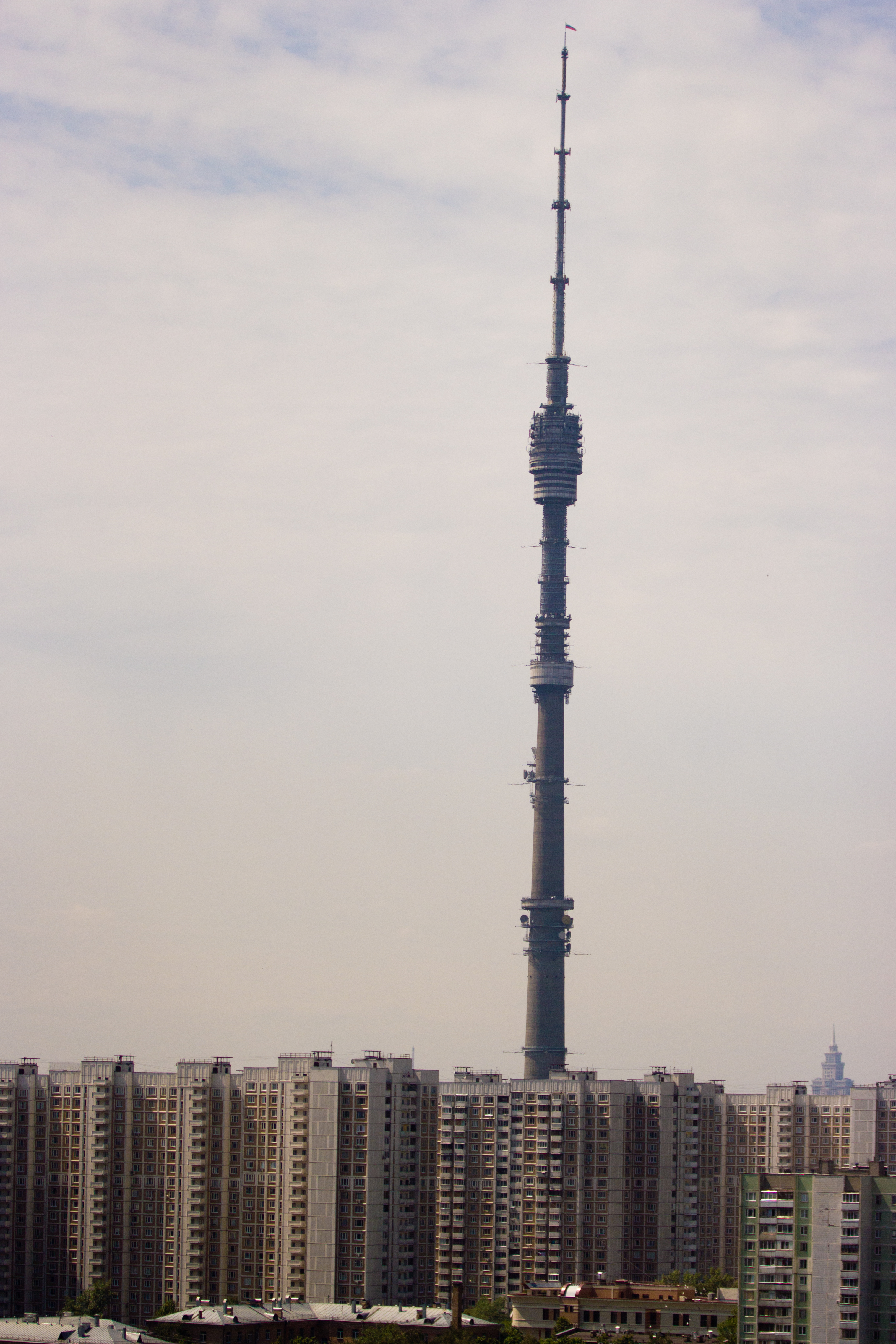
Сравнение башни с 22-этажным домом

- Высота — 540,1 метра (первоначально высота башни была 533 метра, но затем был достроен флагшток)[1].
- Высота бетонной части — 385 метров.
- Высота основания над уровнем моря — 160 метров.
- Глубина фундамента не превышает 4,6 метра.
- Масса башни вместе с фундаментом — 55 000 тонн.
- Коническое основание сооружения опирается на 10 опор; средний диаметр между опорами-ногами — 65 метров.
- Высота опор — 62 метра[28].
- Диаметр основания — 60 метров[28].
- Кольцевые сечения ствола башни обжаты 149 канатами.
- Суммарный объём помещений и высотных обстроек — 70 000 м³.
- Полезная площадь помещений башни — 15 000 м².
- Максимальное теоретическое отклонение вершины башни при максимальных расчётных скоростях ветра — 14 метров.
- Застеклённая смотровая площадка расположена на высоте ≈337 метров.
- Открытая смотровая площадка — чуть выше 340 метров.
- Опорная площадь фундамента — 2037 м².

## Лифтовые системы

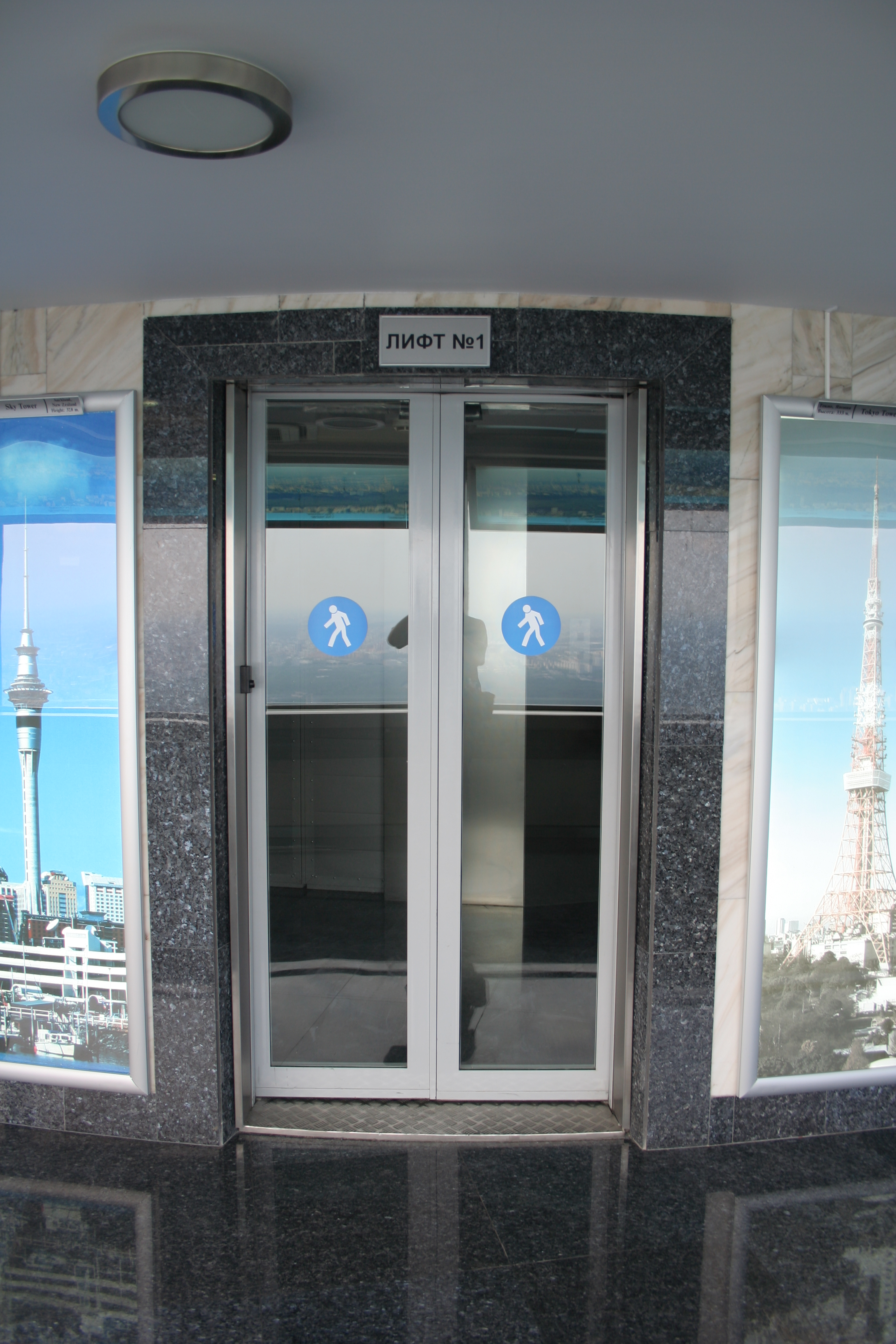
Вход в лифтовой шлюз

Изначально в Останкинской телебашне стояли немецкие лифты R.Stahl. Во время пожара 2000 года из-за высоких температур практически все тросы всех лифтов лопнули, что послужило причиной их падения. В одной из кабин тогда находились 3 человека, из них никто не выжил.
4 новых лифта были произведены на заводе ThyssenKrupp в 2003 году, однако их установка была завершена только 21 ноября 2005. Также в здании установлен один служебный лифт Щербинского завода. Также ЩЛЗ был спроектирован один из двух лифтов, которые должны располагаться в антенной части телебашни. Лифты № 6 и 7, расположенные выше смотровой площадки и идущие до отметки ориентировочно 450 метров, на данный момент не работают, и, возможно, их восстановление и не планируется из-за того, что лифтовые шахты забиты кабелями и фидерами. На момент сентября 2017 года работают 5 лифтов: 4 скоростных лифта концерна ThyssenKrupp и один служебный Щербинского лифтостроительного завода.
Скоростные лифты имеют следующие характеристики:
Два пассажирских:
- Скорость — 7 м/с.
- Грузоподъёмность — 1000 кг.
- Количество остановок — 13.

Грузопассажирский:
- Скорость — 7 м/с.
- Грузоподъёмность — 1000 кг.
- Количество остановок — 47.

Ресторанный:
- Скорость — 4 м/с.
- Грузоподъёмность — 500 кг.
- Количество остановок — 9.

Машинные агрегаты скоростных лифтов установлены на отметках 360 и 364 метра.
Скорость движения лифтов может автоматически уменьшаться по сигналам от датчиков, контролирующих амплитуду раскачивания башни. Также лифты оснащены уникальной системой, в которой осуществлена бесконтактная передача электроэнергии в кабину лифта за счёт индуктивной передачи энергии по принципу трансформатора. Для этого в шахте размещены элементы индуктивной передачи энергии, а на кабине закреплены токосъёмники. Система индуктивной передачи энергии CPS была поставлена немецкой фирмой Paul Vahle GmbH & Co. KG.
В декабре 2006 года был запущен в эксплуатацию скоростной лифт № 4.

## Ресторан

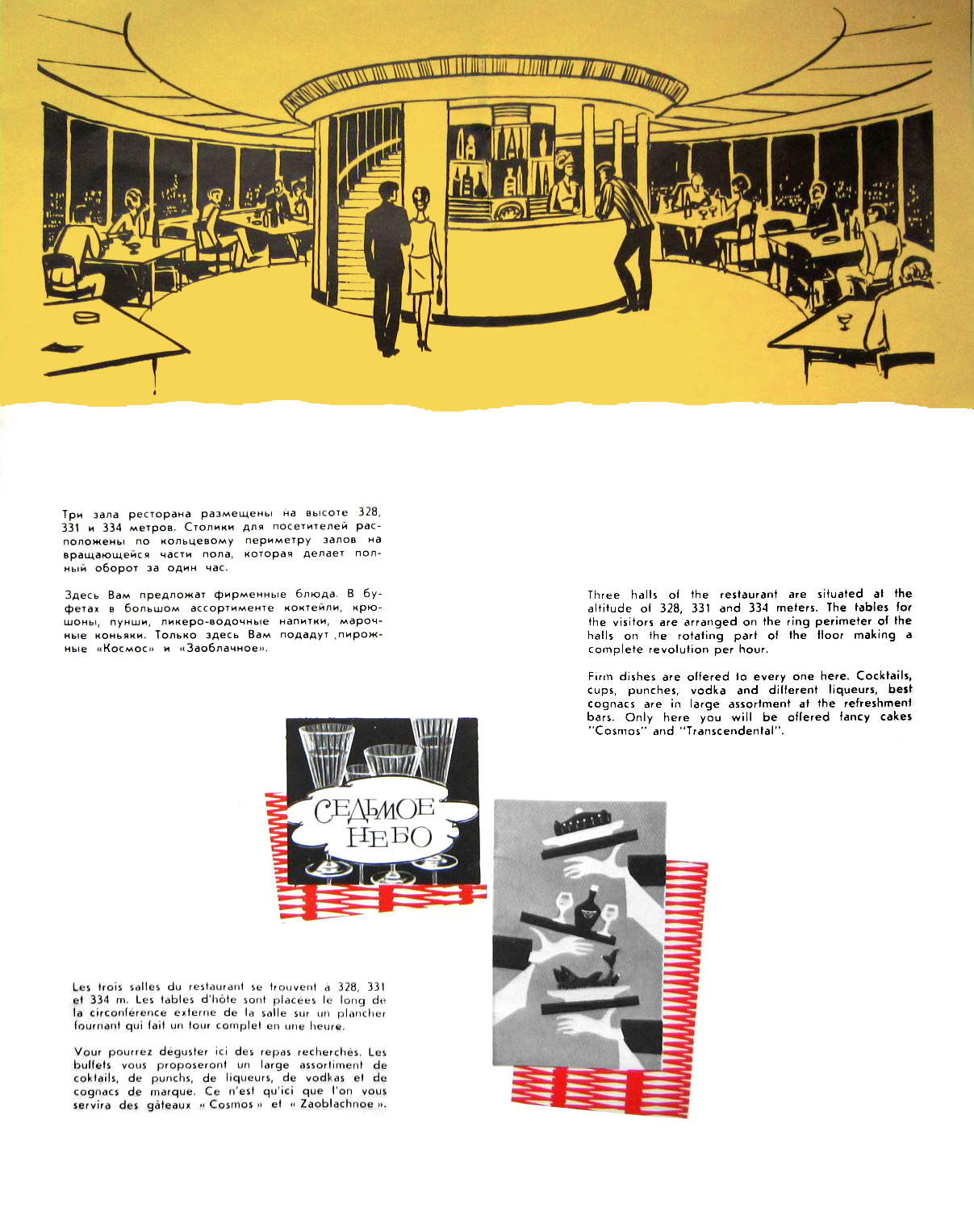
Реклама ресторана, 1967 год

На высоте 328—334 метра в Останкинской телебашне расположен первый в СССР вращающийся ресторан «Седьмое небо». Вход в ресторан организован со смотровой площадки, в самом ресторане предусмотрено 3 этажа-зала: бистро, кафетерий и, собственно, ресторан. Уровни ресторана медленно вращаются вокруг оси, совпадающей с осью башни, совершая 1—3 оборота в час. В каждом зале были предусмотрены 24 четырёхместных столика, расположенных вдоль панорамных окон по окружности с радиусом 9,2 метра.
Пожар 2000 года полностью уничтожил интерьеры «Седьмого неба», и его восстановление затянулось на 16 лет: сперва у проекта не было инвестора, а затем препятствием стали введённые после пожара требования МЧС России, по которым одновременно на башне может находиться не более 50 посетителей. «Седьмое небо» возобновило работу в конце 2016 года.

## Смотровые площадки

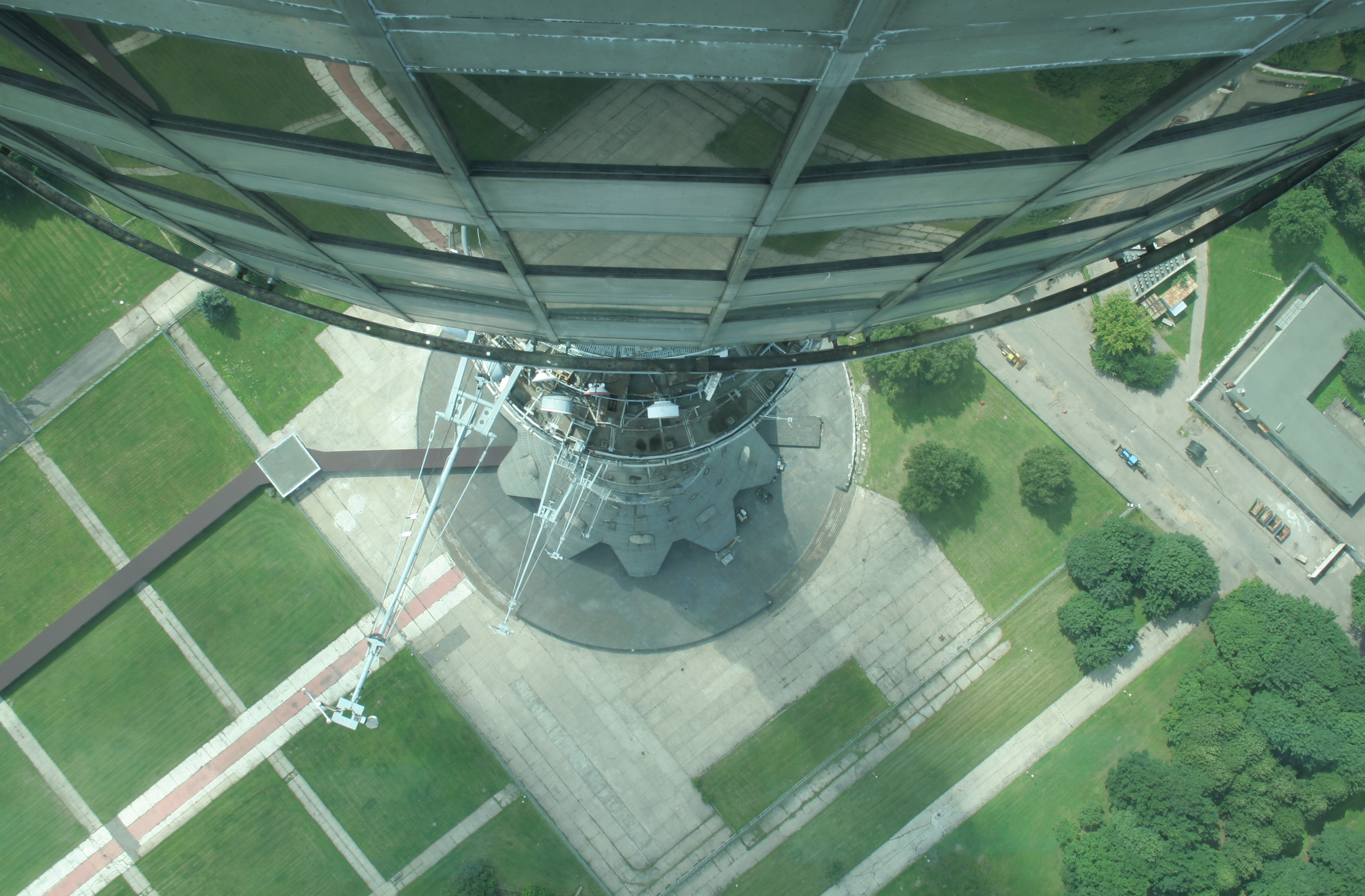
Вид через стеклянный пол смотровой площадки (высота ≈337 м)

Смотровых площадок для посетителей на башне три: на высотах 147 и 269 метров, о которых мало кто знает, и на высоте 337 метров, куда обычно поднимают экскурсантов и где находятся три ресторана «Седьмое небо». За 30 лет существования башни смотровую площадку и ресторан посетили свыше 10 миллионов гостей. В 1997 году на смотровой площадке был сделан стеклянный пол (впервые появился на башне в Торонто в 1994 году). Над закрытой площадкой находится открытая, доступ на которую открыт в хорошую погоду летом.
К январю 2008 года смотровая площадка была отремонтирована полностью. 27 марта она открылась для пилотных экскурсий. С декабря 2010 года одночасовые экскурсии проводятся ежедневно. Работают две смотровые площадки — закрытая и открытая, высотой 337 м и 340 м, соответственно. Открытая смотровая площадка работает только в тёплое время года — с мая по октябрь. Кроме того, имеется доступ на технический балкон на высоте 85 метров. Размер экскурсионных групп в настоящее время ограничен 20 посетителями, всего на башне может находиться 143 человека в час.

## Флагшток
Долгие годы Останкинская башня была самым высоким флагштоком в мире. С 27 апреля 1967 года на вершине башни устанавливался и регулярно, два раза в год, к Первомаю и 7 ноября, заменялся флаг СССР. Изначально планировалось полотнище 50 на 20 метров, однако из-за опасений по поводу ветровой нагрузки его уменьшили до 5 на 2 метра.
В 1991 году флаг был снят и более 17 лет башня стояла без него. 12 июня 2009 года, в День России, на башню был поднят флаг России. Флаг для башни был сшит во Владимире из специальной армированной ткани. Последний флаг СССР, снятый в декабре 1991 года, сейчас хранится в музее башни.

## Медиафасад

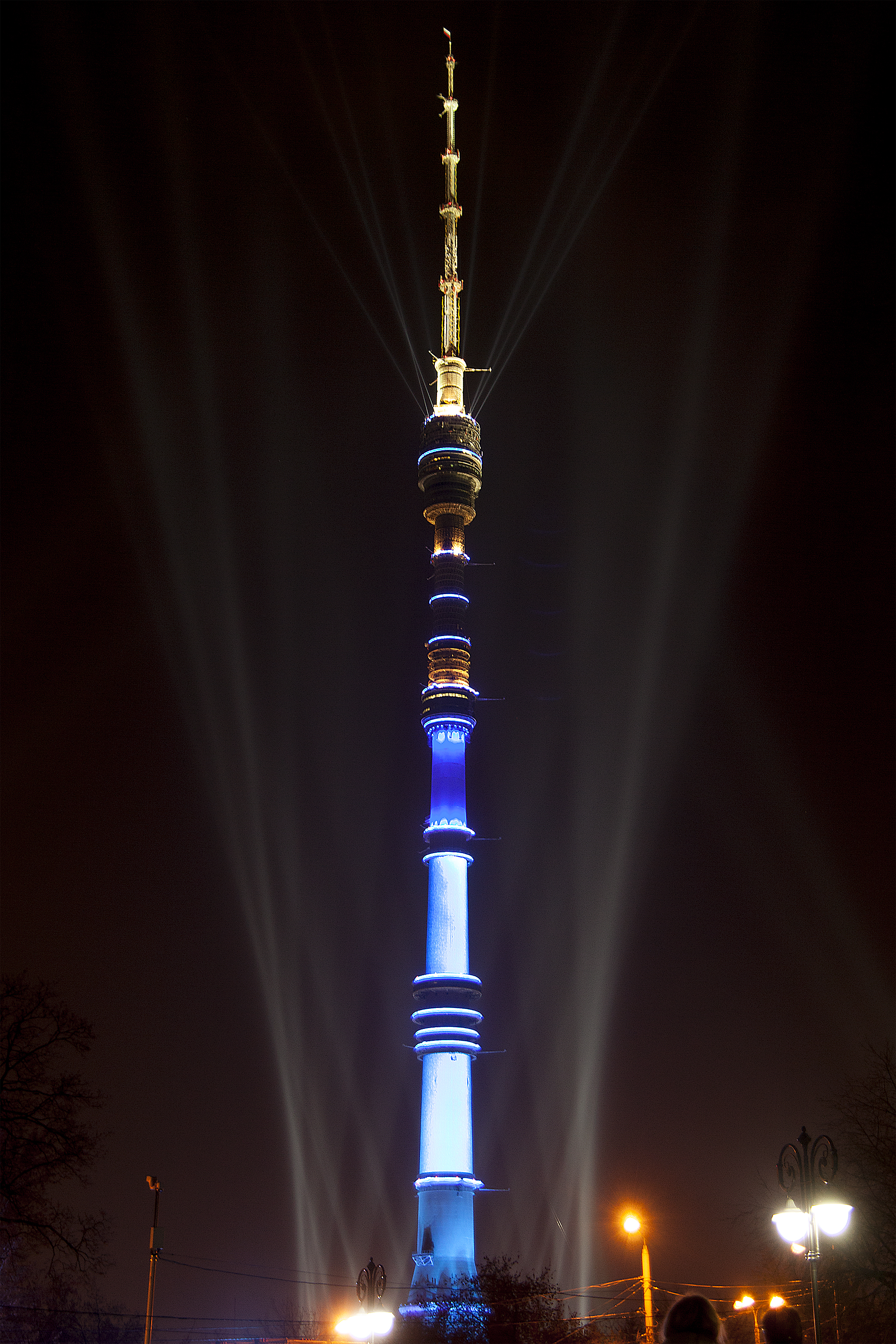
Останкинская телебашня ночью

В 2014 году были смонтированы медиафасады (светодиодные экраны) на двух ярусах Останкинской телебашни: нижний уровень — на высоте 83—128 метров, второй уровень — на высоте 146—192 метра. Общая площадь поверхности экранов двух ярусов составила 3753 м². Для подсветки использовались RGB светодиодные кластеры 5268-S24, размещенные на тросовых системах, а также светодиодные прожекторы LP-S192 для верхнего яруса башни. Работы включали проектирование, изготовление металлических каркасов, монтаж оборудования и настройку системы управления. Визуальный контроль осуществлялся через камеры наблюдения, передающие сигнал на пульт оператора. Монтаж был выполнен для использования медиафасадов во время ежегодного фестиваля «Круг света» в октябре 2014 года. По окончании фестиваля было решено продолжить использование медиафасада для вечерней и праздничной иллюминации и для рекламных целей.

## В культуре

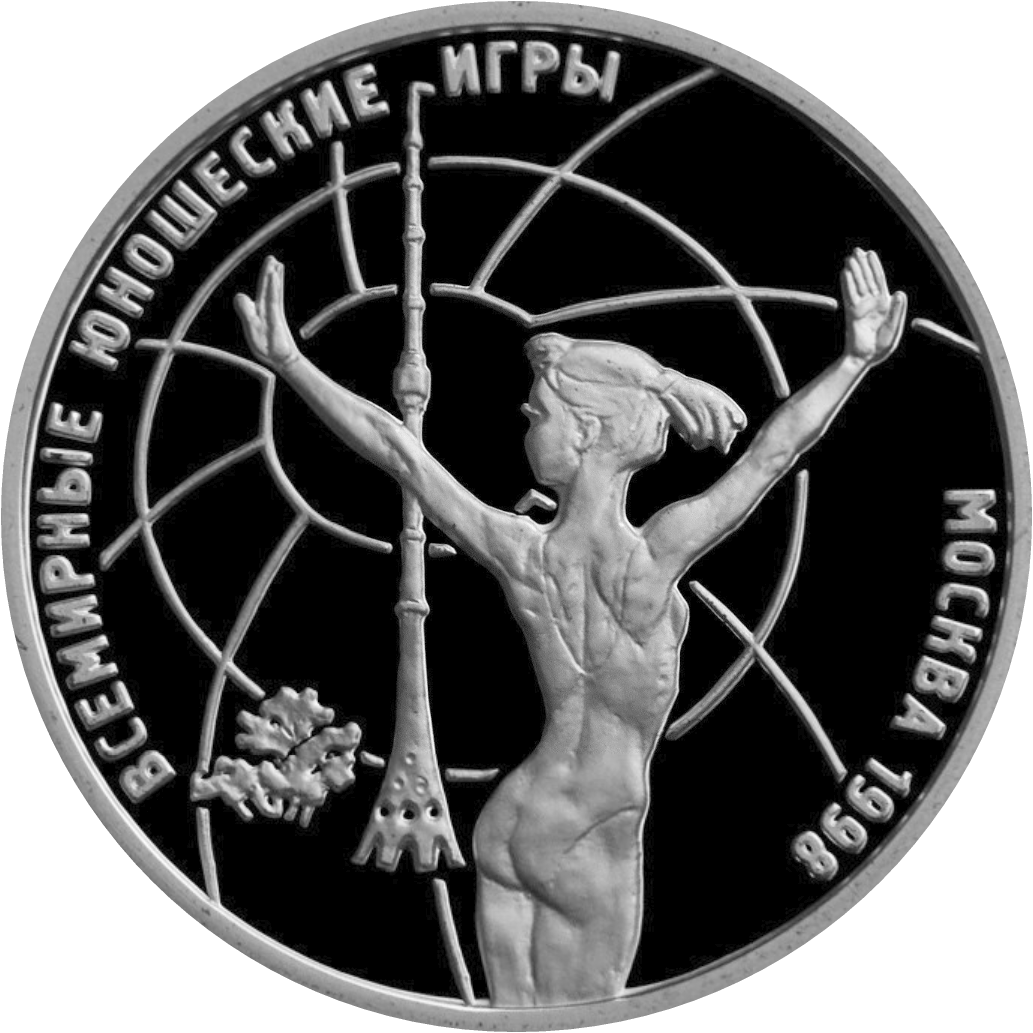
Памятная монета Банка России, 1998 года «Всемирные юношеские игры», 1 рубль

- Новогодний «Голубой огонёк» 1967/68 года был посвящён новой телебашне и снят в ней.
- В романе Владимира Орлова «Альтист Данилов», выпущенном в 1980 году, на Останкинской телебашне проходит регулярный шабаш ведьм, демонов и других мистических существ[40].
- В 1990 году певец Валерий Леонтьев выпустил песню «Останкинская башня» (музыка и слова Сергея Крылова) в своём 7-м студийном альбоме «Дело вкуса»[41].
- В середине 90-х на Останкинской телебашне проходили съёмки телепрограммы «Седьмое небо» для 1-го канала Останкино и позднее для телеканала ОРТ[42], которую вели Виктор Балашов[43] и Ангелина Вовк. Часовая передача снималась в ресторане «Седьмое небо»[44]. Выпуски программы были посвящены артистам кино, театра, космонавтам, спортсменам-олимпийцам, людям, проявившим себя в самых разных профессиях, а также корифеям-дикторам Центрального телевидения СССР. Гости сидели за столиками, разговор сопровождался музыкой и выступлениями артистов. Заканчивалась передача выходом на смотровую площадку, где под звуки музыки ведущие и гости любовались Москвой и закатом солнца[45].
- В рубрике «Сенсация, любой ценой» из 40-го выпуска юмористической телепрограммы «Каламбур», вышедшей в эфире ОРТ 25 апреля 1998 года, испытуемый Макс тестирует реактивный ранец с высоты Останкинской телебашни, потом бензин в ранце кончается и Макс падает на землю[46].
- Башня фигурирует в фильме Тимура Бекмамбетова 2005 года «Дневной Дозор» и компьютерной игре Metro 2033, выпущенной в 2010 году компанией 4A Games.

## Спорт
- По лестнице Останкинской телебашни проводились международные забеги на высоту 337 метров[47]. Последний забег состоялся 24 августа 2019 года. Участникам необходимо было преодолеть 1704 ступени по узкой металлической лестнице внутри ствола телебашни и достигнуть смотровой площадки на высоте 337 метров. Длина вертикальной дистанции составляет 686 метров[48]. Рекорд среди мужчин принадлежит спортсмену из Польши Петру Лободзински — 9 минут 36 секунд, а среди женщин — спортсменке из Италии Валентине Белотти — 10 минут 54 секунды[49].
- В июне 2003 на телебашне прошёл первый международный фестиваль бейсджампинга Moscow BASE Open Air[50]. Впервые представители этого вида спорта со всего мира соревновались в России[51]. Был поставлен мировой рекорд: одновременно прыгнуло 26 человек[52].
- На втором фестивале Moscow BASE Open Air в июле 2004 года рекорд был обновлён: с башни прыгнуло 30 человек одновременно[53]. Во время соревнований произошёл несчастный случай: получила травмы одна из участниц, 22-летняя Кристина Грубельник из Австрии[54]. Скоростной купол её парашюта врезался в Останкинскую телебашню через несколько секунд после прыжка. Парашют Грубельник зацепился стропами за перила технического балкона[55]. Практически сразу девушка потеряла сознание. Соревнования остановили. Примерно через полчаса на телебашне началась спасательная операция. Сотрудники МЧС перевязали девушку верёвками и подняли на балкон. Медики определили у австрийки черепно-мозговую травму. Кристин Грубельник выжила[56]. В 2005 и 2006 годах фестиваль не проводился[57].
- Последний третий международный фестиваль бейсджампинга Moscow BASE Open Air проходил в октябре 2007 года в честь 40-летия Останкинской телебашни[58]. Участие в прыжках приняли около 30 человек. Во время одного из самых сложных прыжков пострадал Сергей Шволя 1968 года рождения. При приземлении он получил серьёзные травмы — перелом костей таза и в тяжёлом состоянии был госпитализирован, однако вскоре пошёл на поправку[59]. С тех пор фестивали бейсджампинга на Останкинской телебашне больше не проводились.

## Концертный зал
Концертный зал Останкинской телебашни «Останкино» располагается в здании экскурсионного корпуса, в котором располагается дирекция Московского регионального центра ФГУП «Российская телевизионная и радиовещательная сеть». Во время работы смотровой площадки концертный зал использовался как кинозал для демонстрации роликов об Останкинской башне, Останкино и телевидении. Сейчас в концертном зале «Останкино» проходят различные концерты, театральные представления, конференции, семинары и другие мероприятия.
- Количество мест в зале: 752[60]

партер: 360
амфитеатр: 392
Размер сцены: 18 × 9 × 8,5. Оснащена: антрактно-раздвижным занавесом, 7 механическими подъёмами, тремя фермами сценического освещения, «Звёздным небом» на заднике сцены и трёх планах кулис.

## Телеканалы, мультиплексы и радиостанции, передаваемые башней
Каждую неделю в ночь по своим графикам с 1:00 до 6:00 вещание приостанавливается. На башне проводятся профилактические работы. Кроме того, у вещающих в аналоговом формате телеканалов производится дополнительное периодическое отключение на профилактику по установленному графику. Помимо этого, цифровые мультиплексы уходят на профилактику по своим графикам с 6:00 до 1:00, первый мультиплекс — каждый 2-й вторник месяца, второй — каждую 3-ю среду, дополнительный — каждый 4-й четверг.

### Телеканалы
Телевизионные передатчики расположены на пятом этаже основания телебашни. Телевизионные передающие антенны занимают четыре антенные секции башни и расположены на высотах 389—421 и 454—523 метра. Несколько антенн (резервные и малой мощности) расположены на высоте 345—364 метра. Поляризация антенн — горизонтальная.
| Телеканал или мультиплекс | Частотный канал | Мощность передатчика, кВт | Высота подвеса антенны, м | Радиус покрытия, км* | Примечание | Примечание |
| --- | --------------- | ------------------------- | ------------------------- | -------------------- | --- | ---------- |
| Второй мультиплекс РТРС-2 | 24              | 12,5                      | 400                       | 90                   | DVB-T2. Кодирование отсутствует. Вещание с мощностью 10 кВт начато 11.12.2013 в 10:10. |            |
| Первый мультиплекс РТРС-1 | 30              | 10                        | 400                       | 90                   | DVB-T2. Кодирование отсутствует. Вещание с мощностью 10 кВт начато 19.03.2012 в 8:50. |            |
| Дополнительный мультиплекс | 34              | 10                        | 400                       | 100                  | DVB-T2. Вещает с 15.01.2015. Кодирование отсутствует. |            |
| Ю | 51              | 5                         | 423                       | 97                   | Вещание прекращено 16.04.2020. Возобновлено 01.04.2021. Отключено 10.08.2021. Возобновлено 01.01.2022. Вновь прекращено 13.03.2022. Возобновлено 01.07.2022. Вновь прекращено 15.08.2022. Возобновлено 01.05.2023. Прекращено 01.07.2023. Возобновлено 01.09.2023. |            |
| Первый мультиплекс РТРС-1 (дубль в HD) | 58              | 0,3                       | 419                       | 15                   | DVB-T2. Кодирование отсутствует. Вещает с конца марта 2020 года. 1 поток PLP. Экспериментальное тестовое вещание первого мультиплекса РТРС-1 HEVC. 8 каналов в HD (1920x540), 2 (Пятый канал и Россия 24) в SD (720x288). Ранее на частоте транслировался экспериментальный мультиплекс с одним каналом в формате UltraHD (разрешение 3840x2160, кодек HEVC, битрейт 30 Мбит) (с 03.08.2016 по 03.06.2019) |            |
| *Отмечена зона устойчивого приёма, общая зона приёма ещё больше, является приблизительной величиной, зависит от используемых телеприёмника, антенны и высоты подвеса последней. |                 |                           |                           |                      | |            |

| Телеканал или мультиплекс | Частотный канал | Мощность передатчика, кВт | Высота подвеса антенны, м | Радиус покрытия, км* | Примечание |
| --- | --------------- | ------------------------- | ------------------------- | -------------------- | --- |
| Первый канал | 1               | 40                        | 404                       | 130                  | Стерео NICAM, телетекст, 14:9 letterbox, эталонные сигналы частоты и времени. Вещание прекращено 13.05.2019.                                                                              |
| ТВ Центр | 3               | 40                        | 467                       | 120                  | Стерео NICAM, телетекст, радиопрограмма для незрячих. Вещание прекращено 13.05.2019. |
| Матч! Страна | 6               | 2                         | 486                       | 85                   | (5-1) моно, 4:3. Вещание прекращено 06.12.2020. |
| НТВ | 8               | 40                        | 486                       | 105                  | Телетекст, субтитры. Вещание прекращено 15.04.2019. |
| Россия | 11              | 60                        | 497                       | 120                  | Телетекст, субтитры. Вещание прекращено 15.04.2019. |
| Че | 23              | 10                        | 420                       | 100                  | (6-1), моно, 16:9 Вещание прекращено 30.11.2020. Возобновлено 29.12.2020. Вновь прекращено 28.02.2021.                                                                                    |
| 360° Новости | 25              | 10                        | 454                       | 110                  | Был телетекст. Вещание прекращено 31.12.2019. |
| СТС | 27              | 5                         | 454                       | 100                  | Вещание прекращено 15.04.2019, моно |
| Солнце | 29              | 10                        | 420                       | 100                  | Вещание прекращено 31.05.2020. Возобновлено 01.01.2021. Вновь прекращено 31.03.2021. Возобновлено 01.07.2021. Отключено 10.08.2021. Возобновлено 01.01.2022. Вновь прекращено 03.04.2022. |
| Домашний | 31              | 20                        | 513                       | 115                  | Вещание прекращено 15.04.2019. |
| Автомобильный мультиплекс | 32              | 1,3                       | 360                       | 25                   | DVB-T. Вещание фактически прекращено в 2018 году, незадолго до отключения перешёл на открытое вещание.                                                                                    |
| Россия-Культура | 33              | 20                        | 513                       | 115                  | Телетекст, субтитры. Вещание прекращено 15.04.2019. |
| ТНТ | 35              | 5 (Резерв Октод 2 кВт)    | 478                       | 95                   | Вещание прекращено 01.10.2020, моно Параллельно осуществлялось вещание с радиотелевизионной башни «Октод».                                                                                |
| Пятница! | 38              | 10                        | 454                       | 110                  | Был телетекст. Стерео NICAM. Вещание прекращено 15.04.2019. |
| Пятый канал | 44              | 5                         | 410                       | 105                  | Телетекст. Вещание прекращено 15.04.2019. |
| ТВ-3 | 46              | 5                         | 421                       | 100                  | Вещание прекращено 15.04.2019. |
| РЕН ТВ | 49              | 20                        | 421                       | 95                   | Вещание прекращено 15.04.2019. |
| Звезда | 57              | 5                         | 419                       | 85                   | Вещание прекращено 15.04.2019. |
| Суббота! | 60              | 5                         | 419                       | 95                   | (5-1), моно, 4:3. Вещание прекращено 30.04.2021. |
| *Отмечена зона устойчивого приёма, общая зона приёма была ещё больше. Она является приблизительной величиной, зависит от используемых телеприёмника, антенны и высоты подвеса последней. |                 |                           |                           |                      | |

### Радиостанции
Все радиостанции транслируются в двух УКВ-диапазонах с ЧМ: 65,90—74,00 МГц (УКВ OIRT) и 87,5—108,0 МГц (УКВ CCIR). Радиовещательные УКВ-передатчики расположены на шестом этаже основания телебашни. Радиовещательные передающие антенны занимают одну антенную секцию башни и размещены на высоте 421—454 метров. Поляризация антенн — горизонтальная. На многих CCIR станциях, передаются RDS-сигналы (в основном лишь название станции, частота и PTY-идентификатор). Все стерео. Все вещают 24 часа (0-24), кроме указанных особо.
| Радиостанции, передаваемые башней | Радиостанции, передаваемые башней | Радиостанции, передаваемые башней | Радиостанции, передаваемые башней |
| Название                          | Частота, МГц                      | Мощность, кВт                     |                                   |
| --------------------------------- | --------------------------------- | --------------------------------- | --------------------------------- |
| Бизнес ФМ Москва                  | 87,50                             | 5,0                               |                                   |
| Ретро FM                          | 88,30                             | 5,0                               |                                   |
| Радио Jazz                        | 89,10                             | 5,0                               |                                   |
| Радио Sputnik                     | 91,20                             | 5,0                               |                                   |
| Культура                          | 91.60                             | 5,0                               |                                   |
| Коммерсантъ                       | 93,60                             | 5,0                               |                                   |
| Радио Говорит Москва              | 94,80                             | 5,0                               |                                   |
| Rock FM                           | 95,20                             | 5,0                               |                                   |
| Звезда                            | 95,60                             | 5,0                               |                                   |
| Дорожное радио                    | 96,00                             | 10,0                              |                                   |
| Вести ФМ                          | 97,60                             | 5,0                               |                                   |
| Радио Шоколад                     | 98,00                             | 5,0                               |                                   |
| Новое радио                       | 98,40                             | 5,0                               |                                   |
| Орфей                             | 99,20                             | 5,0                               |                                   |
| Серебряный дождь                  | 100,10                            | 5,0                               |                                   |
| Радио Вера                        | 100,90                            | 5,0                               |                                   |
| D FM                              | 101,20                            | 10,0                              |                                   |
| Радио России                      | 101,50                            | 5,0                               |                                   |
| Наше радио                        | 101,80                            | 5,0                               |                                   |
| Монте-Карло                       | 102,10                            | 5,0                               |                                   |
| Маяк                              | 103,40                            | 5,0                               |                                   |
| Радио Maximum                     | 103,70                            | 10,0                              |                                   |
| Радио 7 на семи холмах            | 104,70                            | 5,0                               |                                   |
| Радио Гордость / Радио 1          | 105,00                            | 5,0                               |                                   |
| Радио Москвы                      | 105,30                            | 5,0                               |                                   |
| Русское радио                     | 105,70                            | 10,0                              |                                   |
| Европа Плюс                       | 106,20                            | 10,0                              |                                   |

## Высотная метеорологическая лаборатория
С начала 1969 года на Останкинской телебашне заработала система высотных метеорологических наблюдений.